# Paul Géniaux
Paul Géniaux (28. října 1873, Rennes – 21. prosince 1929, Paříž) byl francouzský fotograf. Je mladším bratrem Charlese Géniauxa, prozaika, básníka, malíře a také fotografa.

## Příklady fotografií od Paula Géniauxa

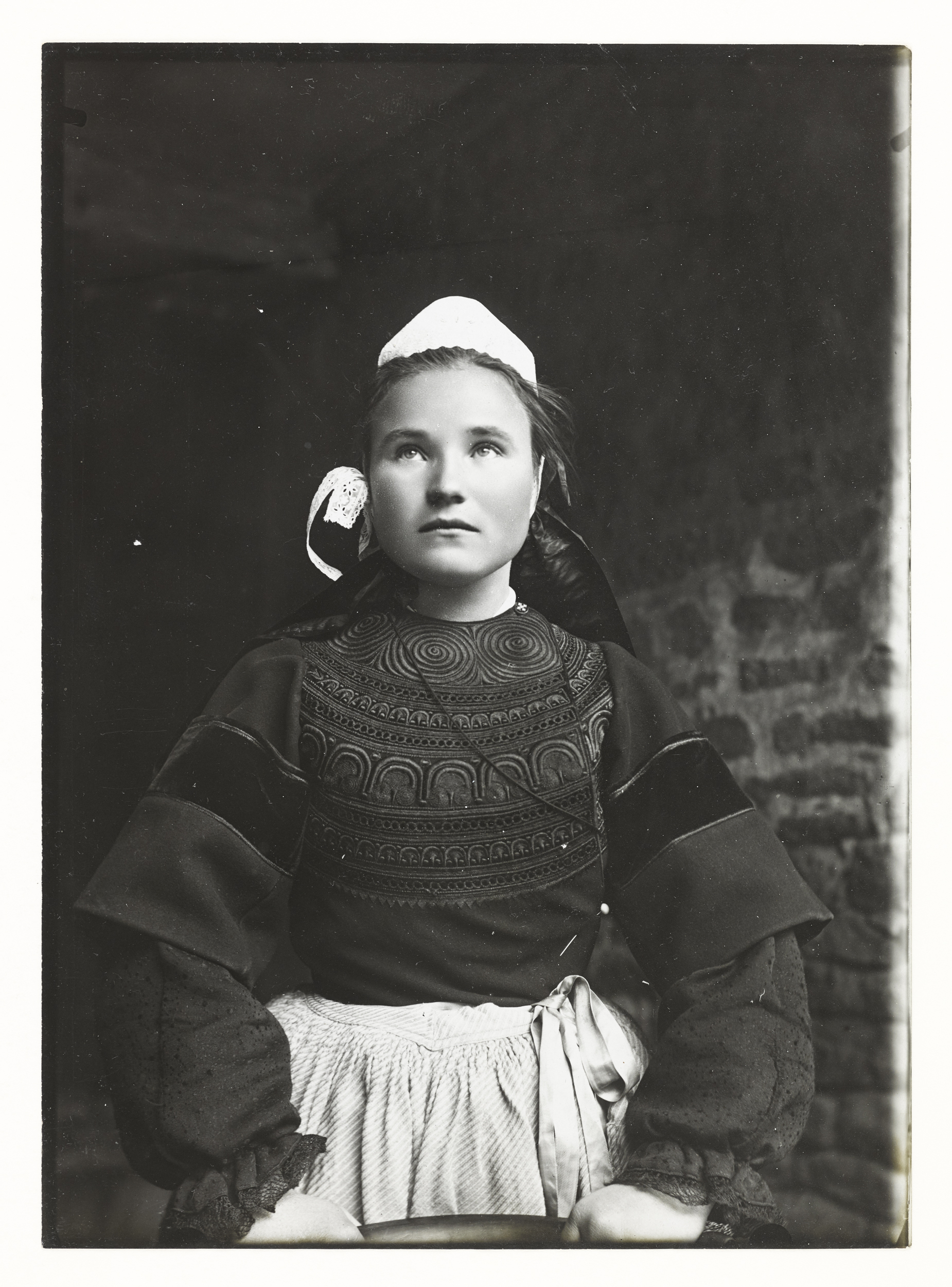
Portrét mladé ženy v bigoudenském kroji kolem roku 1900 (Musée de Bretagne, Rennes).
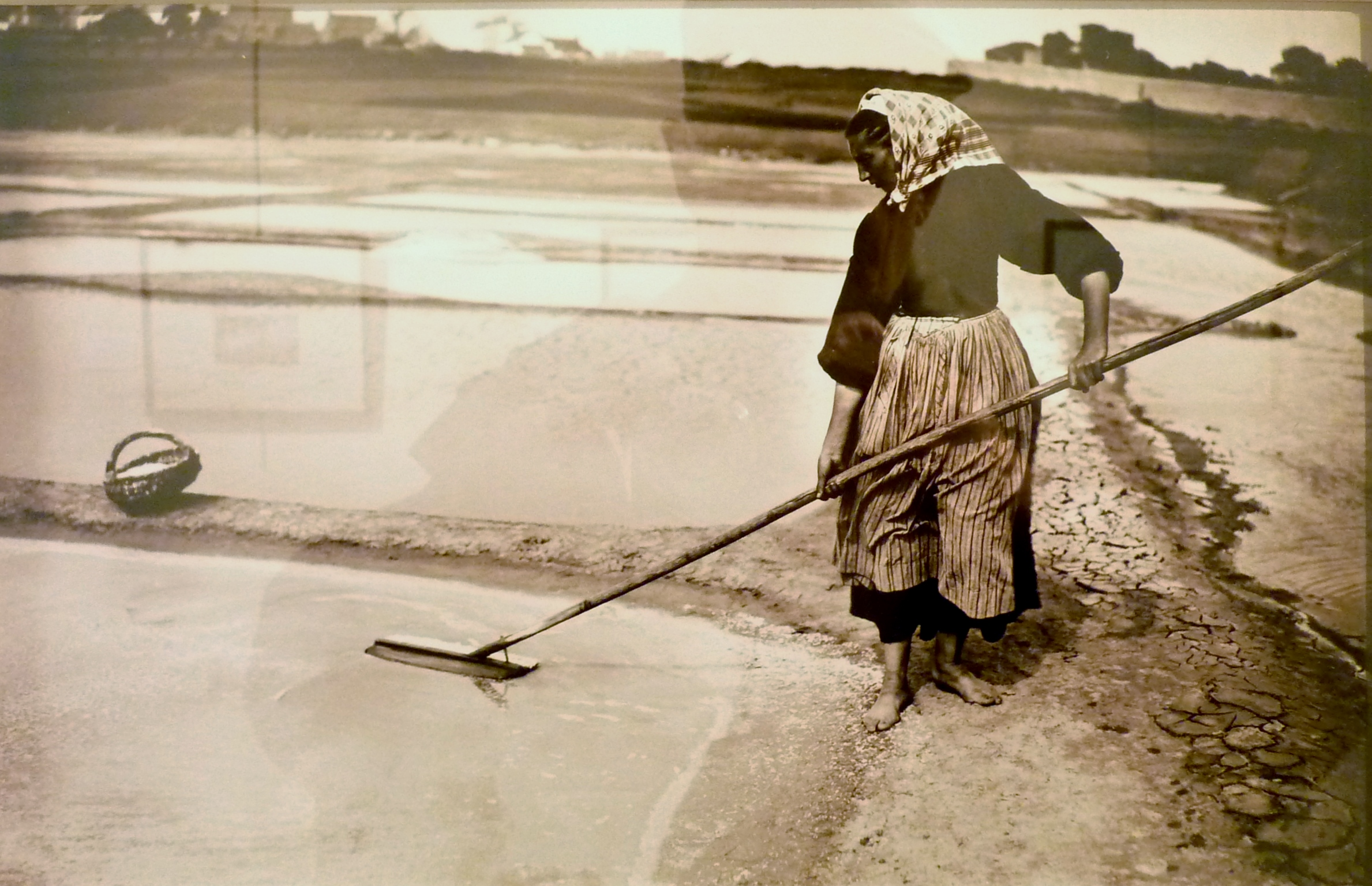
Slaniska Billiers (Morbihan) (počátek 20. století, Muzeum Bretaně, Rennes).
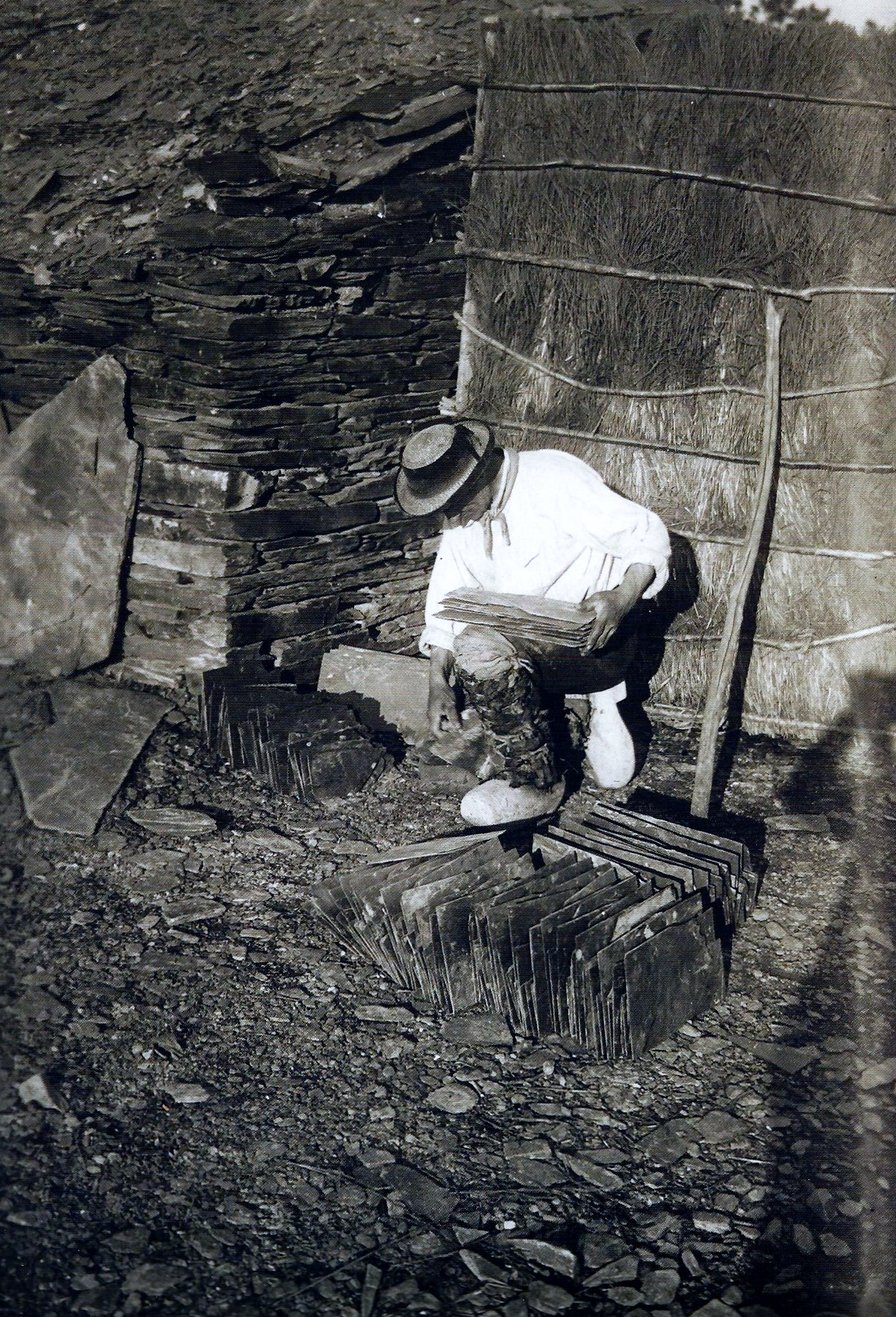
Řezačka břidlice v Rochefort-en-Terre kolem roku 1895 (Musée de Bretagne, Rennes).
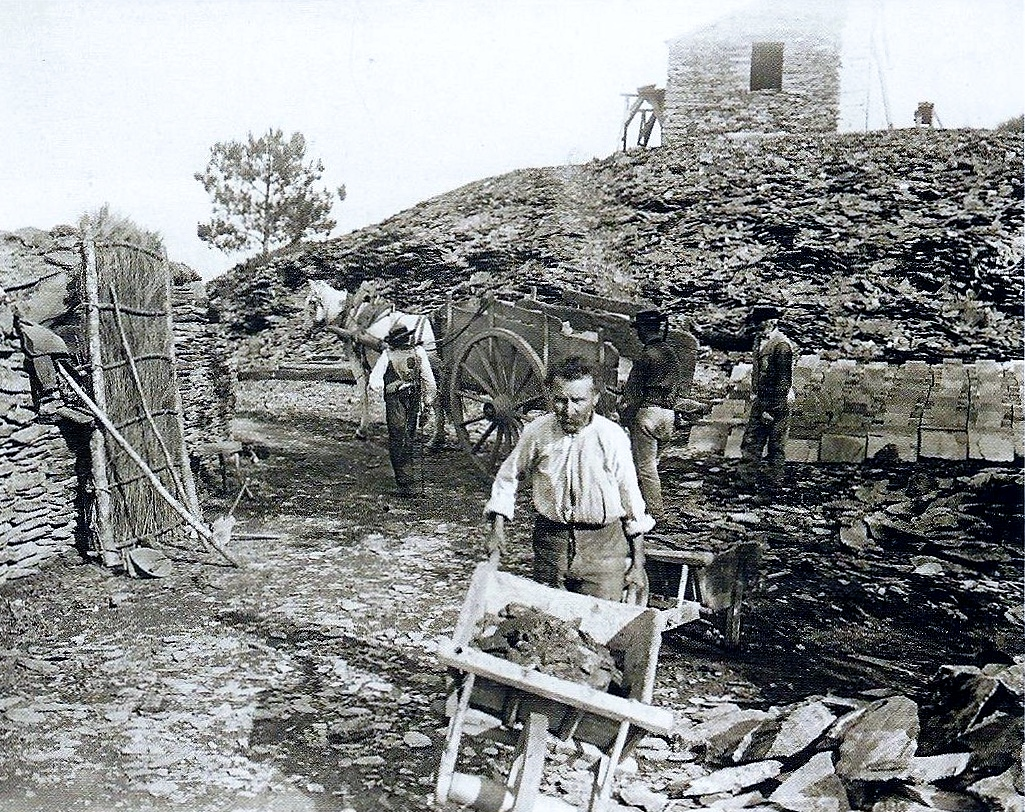
Břidlicový lom v Rochefort-en-Terre kolem roku 1895 (Musée de Bretagne, Rennes).